# Rzeka meandrująca

1. Przed rozwinięciem meandrytów
2. Po rozwinięciu meandrytów

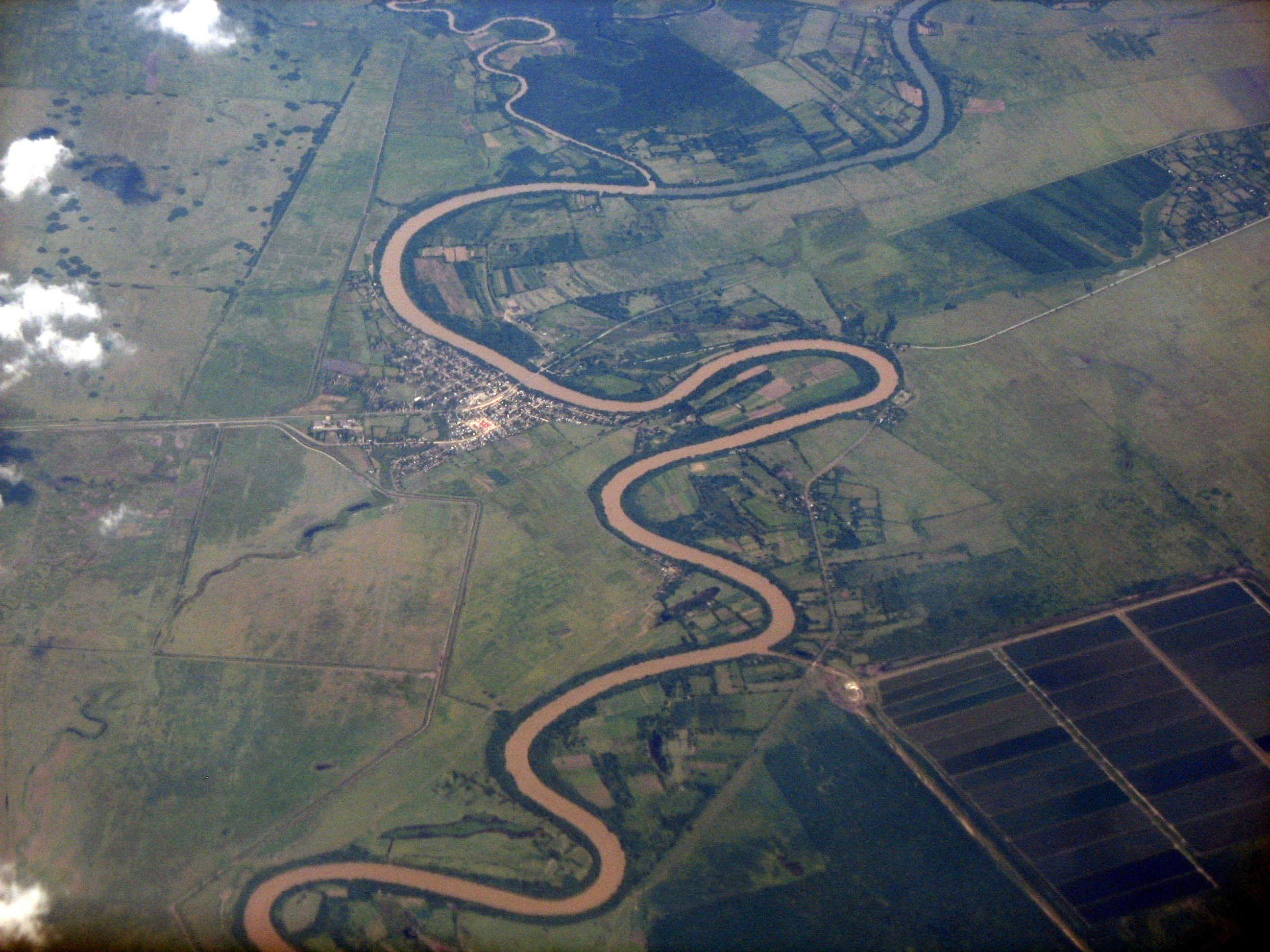
Meandry rzeki Rio Cauto na Kubie

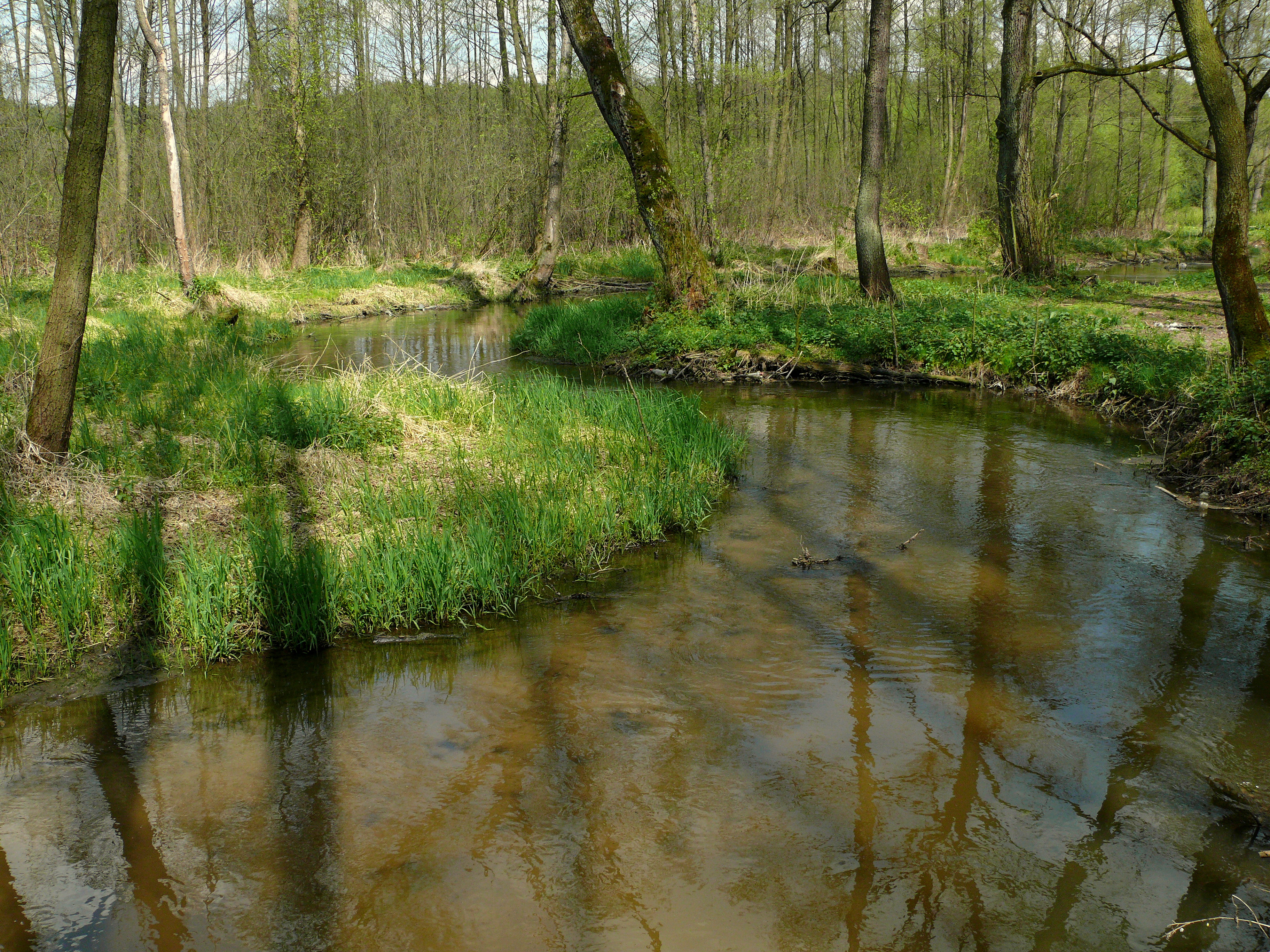
Meandry Krępianki blisko ujścia do Wisły

Rzeka meandrująca – rzeka o krętym korycie o dużej liczbie zakoli. Meandry to zakola, czyli pętlowate, wygięte odcinki rzeki zawarte między jej dwoma zakrętami o tym samym kierunku (dwoma prawymi lub dwoma lewymi). Termin "meander" pochodzi od nazwy rzeki w Turcji o wyjątkowo krętym korycie. 

## Występowanie i ewolucja
Rzeki meandrujące były dawniej, do czasów melioracji, częste na nizinach. Meandry sprawiają, że rzeka płynie wolniej niż w wyprostowanym sztucznie korycie, a dolina magazynuje więcej wody. Rozwój zakoli prowadzi do stopniowego, bocznego przesuwania się koryta. Proces ten przerywany jest przez ścięcie zakola lub rozcięcie nasady jego pętli. Opuszczona część zakola przekształca się w starorzecze, stopniowo zarastające i wypełniające się osadami organicznymi i mineralnymi wnoszonymi do niego podczas powodzi. Przed erozją boczną i tym samym przed przesuwaniem się koryta rzeki jej brzegi chronione są przez korzenie drzew, a częściowo także przez roślinność wodną. Osady grubsze transportowane przez rzekę tj. piasek i żwir osadzane są głównie w obrębie koryta, zawiesiny (cząstki iłów i pyłów) odkładane zostają na obszarach przyległych do niego zalewanych podczas dużych wezbrań. Główny nurt rzeki znajduje się bliżej brzegu leżącego dalej od środka krzywizny. Przy tym brzegu woda ma też większą prędkość. Brzeg ten jest stale niszczony i dlatego staje się stromy a rzeka u jego podnóża ma największą głębokość. 
Drugi brzeg jest znacznie łagodniej nachylony i jest miejscem osadzania się materiału piaszczystego niesionego przez rzekę, dzięki czemu stale przyrasta i przesuwa się w stronę środka koryta. W wyniku gromadzenia osadów na tym brzegu powstaje łacha meandrowa. Łacha niekiedy złożona jest z dwu lub większej liczby stopni. Najniższy z nich odpowiada niskiemu poziomowi wody. Na powierzchni łachy występują niewielkie grzbiety (wały meandrowe), wygięte równolegle do brzegu. Pomiędzy nimi znajdują się płytkie, wydłużone zagłębienia, w których po wezbraniach tworzą się krótkookresowe zbiorniki wodne całkowicie wysychające podczas niskich stanów wód w lecie. 

## Wylewy
Podczas wezbrań rzeka rozlewa się na powierzchni terasy zalewowej. Prędkość wody opuszczającej koryto gwałtownie spada i na granicy dwóch środowisk – koryta rzeki i obszaru pozakorytowego dochodzi do osadzania się części materiału mineralnego niesionego przez rzekę. W ten sposób po obu stronach koryta tworzą się wały przykorytowe, zbudowane głównie z pyłów i drobnoziarnistych piasków. Równina zalewowa jest zalewana tylko okresowo podczas większych powodzi. Osadzają się tam drobnoziarniste cząstki mineralne, głównie ilaste i pylaste. Równina zalewowa bardzo często zajęta jest przez torfowiska i mokradła innego typu.